# Moment elektromagnetyczny
Moment elektromagnetyczny – moment siły powstający w maszynach elektrycznych (prądnicach lub silnikach) na skutek oddziaływania pól magnetycznych wytworzonych przez uzwojenie twornika i magneśnicy (wzbudzenia).